# 揭阳县人民政府旧址
揭阳县人民政府旧址，位于中国广东省揭阳市榕城区揭阳县衙旧址，为揭阳市的一个市、县级文物保护单位，类型为古建筑，公布时间为2007年12月。
揭阳县人民政府旧址的历史年代为清、现代。